# Aimé Constantin
Claude Aimé Constantin est un érudit, philologue, écrivain français né le 31 août 1831 à Thônes (royaume de Piémont-Sardaigne aujourd'hui Haute-Savoie depuis l'Annexion de la Savoie par la France en 1860), mort à Annecy (Haute-Savoie) le 22 mars 1900 .
Ses travaux sont à l'origine du premier dictionnaire de la langue savoyarde. Il est honoré en Russie de l'ordre de Sainte-Anne (1863) et de l'ordre de Saint-Stanislas dont il est nommé commandeur en 1872, et en France du titre d'officier d'Académie (1884).

## Biographie

### Origines familiales
Claude Aimé Constantin nait le 31 août 1831 à Thônes dans le royaume de Piémont-Sardaigne (aujourd'hui Haute-Savoie depuis l'Annexion de la Savoie à la France en 1860 ; il est le fils de Paul Napoléon Constantin et de Denise Avet. C'est l'oncle et le parrain d'Aimé Vaschy (1857-1899).

### Formation et vie professionnelle
Aimé Constantin fait ses études jusqu'à la rhétorique (actuelle classe de 1re) au collège de Thônes, et ensuite ses classes de philosophie et de sciences au collège chapuisien d'Annecy. À peine a-t-il achevé ses études qu'il part pour la Russie où il séjourne, presque sans interruption, environ vingt-six ans, de 1850 à 1876. La carrière de professeur de français qu'il a choisie est d'abord pour lui assez pénible, mais elle est bientôt très brillante.
C'est en Russie qu'Aimé Constantin publie en 1861 ses premiers travaux ; ils y sont remarqués et les encouragements ne lui font pas défaut. La même année, il obtient le diplôme de secrétaire de collège. Ses hautes qualités lui valent d'être choisi comme précepteur de la grande-duchesse Olga (future reine de Grèce) et des grands ducs Constantin, Dmitri et Viatcheslav Constantinovitch, cousins de l'empereur Alexandre II de Russie. C'est à ces Altesses impériales qu'il dédie en 1876 à son retour en Savoie, désormais française depuis 1860, « avec hommage respectueux de leur professeur », l'ouvrage intitulé La Statistique aux prises avec les Grammairiens,,.
Aimé Constantin se fixe alors près de la ville d'Annecy, au lieu-dit la Puya, mais la Russie exerça toujours sur lui une profonde attraction. Il devient le 27 novembre 1876 membre effectif de la Société Florimontane d'Annecy et est élu vice-président dès l'année suivante (23 février 1877). Après avoir fait partie du Comité de rédaction de la Revue Savoisienne, il en devient directeur, en même temps que secrétaire de la
Société (12 juin 1884). Il donne sa démission (14 novembre 1889) lorsque sa santé très affaiblie ne lui permet plus de remplir cette exigeante fonction ; mais sur la proposition de son président Camille Dunant dans la séance suivante, l'assemblée le nomme par acclamation secrétaire honoraire.
Il fait à cette Académie un certain nombre de communications d'ordre historique, littéraire et surtout philologique, et prépare quantité de matériaux pour un dictionnaire du patois savoyard, que le professeur Joseph Désormaux, son collègue de l'Académie, devait compléter et publier en 1902. Il prend une part importante aux Congrès des Sociétés savoisiennes, dont il est élu vice-président (en 1887 au Pont-de-Beauvoisin), et président (à Chambéry, en 1899). Il n'y a peut-être pas d'érudit ou de lettré savoyard qui n'ait alors connu Aimé Constantin et apprécié ses nombreux écrits. L'Institut genevois le nomme, en 1884, membre correspondant pour la section de littérature. Il est également membre effectif non résident de l'Académie chablaisienne (1887), membre honoraire de la Société savoisienne d'histoire et d'archéologie (1890), membre correspondant de l'Académie de Savoie (1891).
Les nombreux travaux d'Aimé Constantin ne l'empêchent pas de prêter son concours à diverses œuvres intéressant Annecy et sa région. Il est membre de la Chambre consultative d'agriculture pour le canton d'Annecy-Sud, président de la Commission cantonale de statistique de ce canton (1881), membre du Conseil départemental des bâtiments civils. C'est même à ses fonctions de contrôleur rapporteur de la Commission des bâtiments scolaires qu'il doit  d'être nommé officier d'Académie (1884) ; en 1889, il siège au bureau d'administration du lycée Berthollet. Il est enfin un bienfaiteur insigne de Thônes, sa ville natale, à laquelle il donne en 1896 une rente annuelle de 1 100 francs pour l'hospice,.
Aimé Constantin décède à Annecy le 22 mars 1900,.

### Publications
La vie d'Aimé Constantin est entièrement consacrée à l'étude. La plupart de ses écrits sont relatifs à la Savoie et presque tous ont d'ailleurs paru pour la première fois dans la Revue savoisienne.
Avec le collationnement des textes en patois savoyards, l'établissement d'une grammaire et d'un glossaire est, dans la seconde partie de sa vie, l'objet de sa constante préoccupation,. Aimé Constantin élabore à cet effet un nouveau système orthographique fort simple et ingénieux à l'usage du patois savoyard et ne cesse d'amasser des matériaux, allant de localité en localité, interrogeant les habitants et de préférence ceux qui n'ont guère quitté leur village. Il n'a malheureusement ni le temps de terminer, ni la satisfaction de voir publié le Dictionnaire savoyard, objet de sa constante préoccupation.
À sa mort et en accord avec sa veuve, l'Académie florimontane charge l'un de ses membres, le professeur Jacques Désormeaux, « de recueillir les manuscrits laissés par Aimé Constantin, de réviser ces notes, de les classer, de les compléter ou de les rectifier au besoin, et de donner au Dictionnaire sa forme définitive ». À l'origine, le Dictionnaire devait d'abord paraître chaque trimestre, dans la Revue savoisienne, mais sa publication aurait ainsi duré fort longtemps et le vœu de tous était de voir achever l'ouvrage le plus tôt possible. Mme Constantin décide alors que le Dictionnaire, tout en étant publié sous le patronage de la Société florimontane, sera imprimé à ses frais, satisfaisant ainsi aux dernières volontés de son mari mort avec le regret de laisser sa tâche inachevée,.

#### Publications d'intérêt général

##### a) Philologie
- Cours complet de Langue française à l'usage des adultes, 1859-60
- Méthode-Robertson : Cours pratique de langue française, à l'usage des écoles russes, Paris, Saint-Pétersbourg, 1874
- Le Répétiteur ou recueil de thèmes adaptés au Cours pratique
- La Statistique aux prises avec les Grammairiens : Essai sur les moyens de simplifier l'étude du genre des substantifs et celle de la conjugaison, Paris, F. Vieweg, 1876, 272 p.
- Étude philologique sur le mot TSAR, vol. 18e année, Annecy, Société florimontane d'Annecy, 1877 (lire en ligne), p. 31
- Communication sur le volapuk et sur le néo-latin, vol. 29e année, Annecy, Société florimontane d'Annecy, 1888 (lire en ligne), p. 1
- Prix de copie, de reliure et d'enluminure au XVIe siècle, vol. 31e année, Annecy, Société florimontane d'Annecy, 1890 (lire en ligne), p. 13-23
- Compte-rendu du Traité de méthodologie de Brun, vol. 39e année, Annecy, Société florimontane d'Annecy, 1898 (lire en ligne), p. 298-299

##### b) Divers
- Reconstitution des vignes attaquées par le phylloxéra, vol. 25e année, Annecy, Société florimontane d'Annecy, 1884 (lire en ligne), p. 89-90

#### Publications intéressant plus spécialement la Savoie

##### a) Critique, Concours, Congrès
- Bibliographie : Poésies de Mademoiselle Amélie Gex, vol. 20e année, Annecy, Société florimontane d'Annecy, 1879 (lire en ligne), p. 99
- Compte rendu du 2e Congrès des Sociétés savantes de la Savoie, vol. 20e année, Annecy, Société florimontane d'Annecy, 1879 (lire en ligne), p. 69
- Bibliographie : Poésies de Mademoiselle Amélie Gex, vol. 21e année, Annecy, Société florimontane d'Annecy, 1880 (lire en ligne), p. 8
- Rapport sur le Concours de poésie 1879, vol. 21e année, Annecy, Société florimontane d'Annecy, 1880 (lire en ligne), p. 59-60
- Rapport sur le Concours de poésie 1880, vol. 22e année, Annecy, Société florimontane d'Annecy, 1881 (lire en ligne), p. 49-60[9]
- Rapport sur le Concours de poésie 1881, vol. 23e année, Annecy, Société florimontane d'Annecy, 1882 (lire en ligne), p. 6
- Rapport sur le Concours de poésie 1882, vol. 24e année, Annecy, Société florimontane d'Annecy, 1883 (lire en ligne), p. 37-45

##### b) Philologie, Histoire, Folklore
- Études sur le patois savoyard : projet d'alphabet à l'usage de notre patois, Annecy, Librairies Burnod & L'hoste, 1877, 444 p. (lire en ligne)
- Études sur le patois savoyard : la Muse savoisienne ou recueil de chansons anciennes et modernes, Annecy, Librairies Burnod & L'hoste, 1878, 444 p. (lire en ligne)
- La muse savoisienne au XVIe siècle, vol. 19e année, Annecy, Société florimontane d'Annecy, 1878 (lire en ligne), p. 96-98,101-103
- La muse savoisienne au XVIe siècle (suite), vol. 20e année, Annecy, Société florimontane d'Annecy, 1879 (lire en ligne), p. 1,9-14,62-67
- Coup d'œil sur certains usages et sur le patois de la vallée de la Dranse avant 1792, vol. 20e année, Annecy, Société florimontane d'Annecy, 1879 (lire en ligne), p. 121-113,128-130
- Nouveau système orthographique à l'usage du savoyard et des patois de la langue d'oïl, vol. 20e année, Annecy, Société florimontane d'Annecy, 1879 (lire en ligne), p. 140-142
- Coup d'œil sur certains usages et sur le patois de la vallée de la Dranse avant 1792 (suite), vol. 21e année, Annecy, Société florimontane d'Annecy, 1880 (lire en ligne), p. 14-17
- Mœurs et Usages de la vallée de Thônes, vol. 21e année, Annecy, Société florimontane d'Annecy, 1880 (lire en ligne), p. 113-115
- Mœurs et Usages de la vallée de Thônes (suite), vol. 22e année, Annecy, Société florimontane d'Annecy, 1881 (lire en ligne), p. 42-44
- Étymologie de quelques noms de lieux : Les Clefs, La Lya, vol. 23e année, Annecy, Société florimontane d'Annecy, 1882 (lire en ligne), p. 3-4
- Étymologie des mots meüton et fià, vol. 23e année, Annecy, Société florimontane d'Annecy, 1882 (lire en ligne), p. 3-4
- Jean Gacy : La déploration de la cité de Genefve, vol. 23e année, Annecy, Société florimontane d'Annecy, 1882 (lire en ligne), p. 101-102
- Littérature orale de la Savoie : (proverbes, devinettes, contes, etc.), Annecy, Dépollier, 1882
- La muse savoisienne au XVIIe siècle : La plaisante Pronostiquation, vol. 24e année, Annecy, Société florimontane d'Annecy, 1883 (lire en ligne), p. 104-106
- La muse savoisienne au XVIIe siècle (suite) : La Moquerie, vol. 25e année, Annecy, Société florimontane d'Annecy, 1884 (lire en ligne), p. 4-6
- La muse savoisienne au XVIIe siècle : Noël savoyard au XVIIe siècle, vol. 26e année, Annecy, Société florimontane d'Annecy, 1885 (lire en ligne), p. 51-64
- La muse savoisienne au XVIIe siècle : Noël en patois savoyard des environs d'Annemasse, Annecy, Imprimerie Abry, 1885
- Étymologie du mot HUGUENOT, vol. 26e année, Annecy, Société florimontane d'Annecy, 1885 (lire en ligne), p. 270-273
- Le Régeste Genevois : Sillingy, Cossengy, vol. 26e année, Annecy, Société florimontane d'Annecy, 1885 (lire en ligne), p. 330
- Chansons de Joseph Béard (en patois de Rumilly), vol. 27e année, Annecy, Société florimontane d'Annecy, 1886 (lire en ligne), p. 9-17,79-82,115-118,169-171,239-244,294-298,335-336
- Chansons de Joseph Béard, vol. 28e année, Annecy, Société florimontane d'Annecy, 1887 (lire en ligne), p. 28-31,80-86,123-124,156-159,200-206,301-302,333-335
- Étymologie du mot GAVOT, vol. 28e année, Annecy, Société florimontane d'Annecy, 1887 (lire en ligne), p. 141-150
- Étymologie des mots Huguenot et gavot, Annecy, Imprimerie Abry, 1887
- Chansons de Joseph Béard (Fin), vol. 29e année, Annecy, Société florimontane d'Annecy, 1888 (lire en ligne), p. 256-259
- Joseph Béard : recueil complet de ses chansons en patois savoyard, avec traduction littérale, Annecy, Imprimerie Abry, 1888, 71 p.
- Joseph Béard et ses œuvres : Rapport à la Société florimentane, vol. 29e année, Annecy, Société florimontane d'Annecy, 1888 (lire en ligne), p. 310-312,342-344
- Joseph Béard et ses œuvres (suite), vol. 30e année, Annecy, Société florimontane d'Annecy, 1889 (lire en ligne), p. 52-54,69-77
- Prologue faict par un messager savoyard (1596), vol. 30e année, Annecy, Société florimontane d'Annecy, 1889 (lire en ligne), p. 153-168
- La muse savoisienne au XVIe siècle : prologue faict par un messager savoyard sur la rencontre de trois nymphes prisonnières par trois mores, faict en rime savoyarde, avec la plaincte de la quatrième nymphe de l'emprisonnement de ses sœurs, Annecy, Abry, 1889, 16 p. (lire en ligne)
- La vallée de Thônes en 1798, vol. 30e année, Annecy, Société florimontane d'Annecy, 1889 (lire en ligne), p. 125-129
- L'éboulement du Tauredunum, vol. 30e année, Annecy, Société florimontane d'Annecy, 1889 (lire en ligne), p. 211-212,257-261
- Origine de la légende du massacre des Espagnols à Annecy, vol. 37e année, Annecy, Société florimontane d'Annecy, 1896 (lire en ligne), p. 25-28
- Parabole de l'Enfant prodigue : recueil de traductions en patois savoyard collationnées dans treize localités de la Haute-Savoie et de la Savoie : avec une carte, des remarques philologiques et une traduction en latin étymologique, Annecy, Imprimerie Abry, 1903, 38 p.[Note 10]

#### Dictionnaire savoyard
- Aimé Constantin et Joseph Désormaux, Dictionnaire savoyard, Annecy, Imprimerie Abry, 1902, 443 p. (lire en ligne)

## Distinction et hommages

### Distinction
Il est honoré en Russie de l'ordre de Sainte-Anne (3e degré - 1863) et de l'ordre de Saint-Stanislas dont il est nommé d'abord 2e degré en 1868, puis commandeur en 1872 (ordre de Saint-Stanislas avec la couronne impériale), et en France du titre d'officier d'Académie (1884).

### Hommages
Une promenade de sa ville natale Thônes porte son nom.